# جوزپه پامبیری
جوزپه پامبیری (ایتالیایی: Giuseppe Pambieri؛ زادهٔ ۱۸ نوامبر ۱۹۴۴) بازیگر اهل ایتالیا است.
از فیلم‌هایی که وی در آن نقش داشته‌است، می‌توان به لیگابوئه، افسون،  دختر دبیرستانی، صحرای تاتارها، اعترافات یک پلیس زن، خانم صاحبخانه و امانوئل زرد اشاره کرد.